# Argia munda
Argia munda är en trollsländeart som beskrevs av Philip Powell Calvert 1902. Argia munda ingår i släktet Argia och familjen dammflicksländor. Inga underarter finns listade i Catalogue of Life.